# Friedrich Wilhelm Schiek
Friedrich Wilhelm Schiek (* 1790 in Herbsleben; † 1870) war ein Mikroskopbauer in Berlin.
Schiek wurde in Herbsleben, etwa 25 km nordwestlich von Erfurt geboren. Der Vater war ein Wundarzt, der mit der Familie nach Frauensee umzog, gut 60 km in westsüdwestlicher Richtung. Etwa weitere 13 km südwestlich liegt Schloss Philippsthal an der Werra, wo Schiek von 1808 bis 1811 eine Lehre absolvierte. Prinz Ernst Konstantin zu Hessen Philippsthal, späterer Landgraf, hatte dort eine mechanische Werkstatt eingerichtet und den Hofopticus und Mechhanicus Ludwig Wisskemann beschäftigt, der Schieks Lehrmeister war.
Schiek arbeitete ab 1819 immer mal wieder als Zulieferer von Carl Philipp Heinrich Pistor in Berlin, 1824 trat er als Teilhaber und Werkstattleiter in Pistors Betrieb ein. Es wird vermutet, dass bei der Zusammenarbeit Pistor eher der kreative Theoretiker und Schiek der kunstvolle Mechaniker war. Eine Preisliste der Firma Pistor & Schiek von 1829 mit 120 Positionen enthielt nur 4 Mikroskope, aber 63 astronomische und geodätische Geräte. Schiek konzentrierte sich zunehmend auf den Mikroskopbau mit Ergebnissen, die 1832 von Christian Gottfried Ehrenberg wie folgt kommentiert wurden: „Mit wahrer Begeisterung hat mich die Schärfe und Vergrößerung erfüllt, welche Hrn. Schiek gelungen ist, in dieß bequeme und zierliche Instrument zu legen“.
1837 verließ Schiek Pistor und gründete eine eigene Werkstatt. Seine Mikroskope wurden in der Fachliteratur weiter lobend erwähnt, 1844 erhielt er bei der Gewerbeausstellung eine Goldmedaille. Während die anfänglichen Stückzahlen bei 2–3 Mikroskopen pro Monat lag stiegen sie später auf 4–5. Zwei Drittel der Produktionszeit nahm die Herstellung der Optik ein, der Rest die mechanischen Teile, die sogenannte Messingarbeit. Seine teuersten Geräte lagen bei 200 Reichstalern, in etwa das Jahresgehalt eines außerordentlichen Professors in Berlin.
In den 1840er und 1850er Jahren wurden seine Mikroskope besonders gelobt. Der Begründer der Zellenlehre Matthias Jacob Schleiden schrieb 1845: „Die besten Arbeiten liefern gegenwärtig wohl ohne Zweifel Schiek in Berlin und Plössl in Wien“. Im Konversationslexikon von Brockhaus hieß es in der 9. Auflage von 1846 „Die Mikroskope für Naturforscher, die eigentlich zusammengesetzten Mikroskope, werden am besten von Oberhäuser in Paris, von Plößl in Wien und von Schieck in Berlin gemacht.“